# 贡巴寺
贡巴寺，位于中国青海省贵德县河东乡贡巴村，为青海省市县级文物保护单位，公布日期为1991年5月31日，类型为古建筑。
贡巴寺的历史年代为明。